# الكسندرا إنجين
الكسندرا إنجين (بالسويدية: Alexandra Engen)‏ مواليد 5 يناير 1988 في ساربسبورغ، هو دراج سويدي. شارك في دورة الألعاب الأولمبية الصيفية.

## روابط خارجية
- الكسندرا إنجين على موقع أرشيف الدراجات (الإنجليزية)
- الكسندرا إنجين على موقع MTB Data (الإنجليزية)
- الكسندرا إنجين على موقع أوليمبيديا (الإنجليزية)
- الكسندرا إنجين على موقع اللجنة الأولمبية السويدية (السويدية)